# Mary Shelley's Frankenstein
 (septembre 2019).
Si vous disposez d'ouvrages ou d'articles de référence ou si vous connaissez des sites web de qualité traitant du thème abordé ici, merci de compléter l'article en donnant les références utiles à sa vérifiabilité et en les liant à la section « Notes et références ».
Mary Shelley's Frankenstein est un jeu vidéo d'action sorti en 1994 sur Mega-CD, Mega Drive et Super Nintendo. Le jeu a été développé par BITS Corporation et édité par Sony Imagesoft.
Le jeu sort en même temps que le film du même nom, inspirés librement du roman Frankenstein ou le Prométhée moderne de Mary Shelley.